# Micrathena ucayali
Micrathena ucayali là một loài nhện trong họ Araneidae.
Loài này thuộc chi Micrathena. Micrathena ucayali được Herbert Walter Levi miêu tả năm 1985.